# モオキニ・ヘイアウ

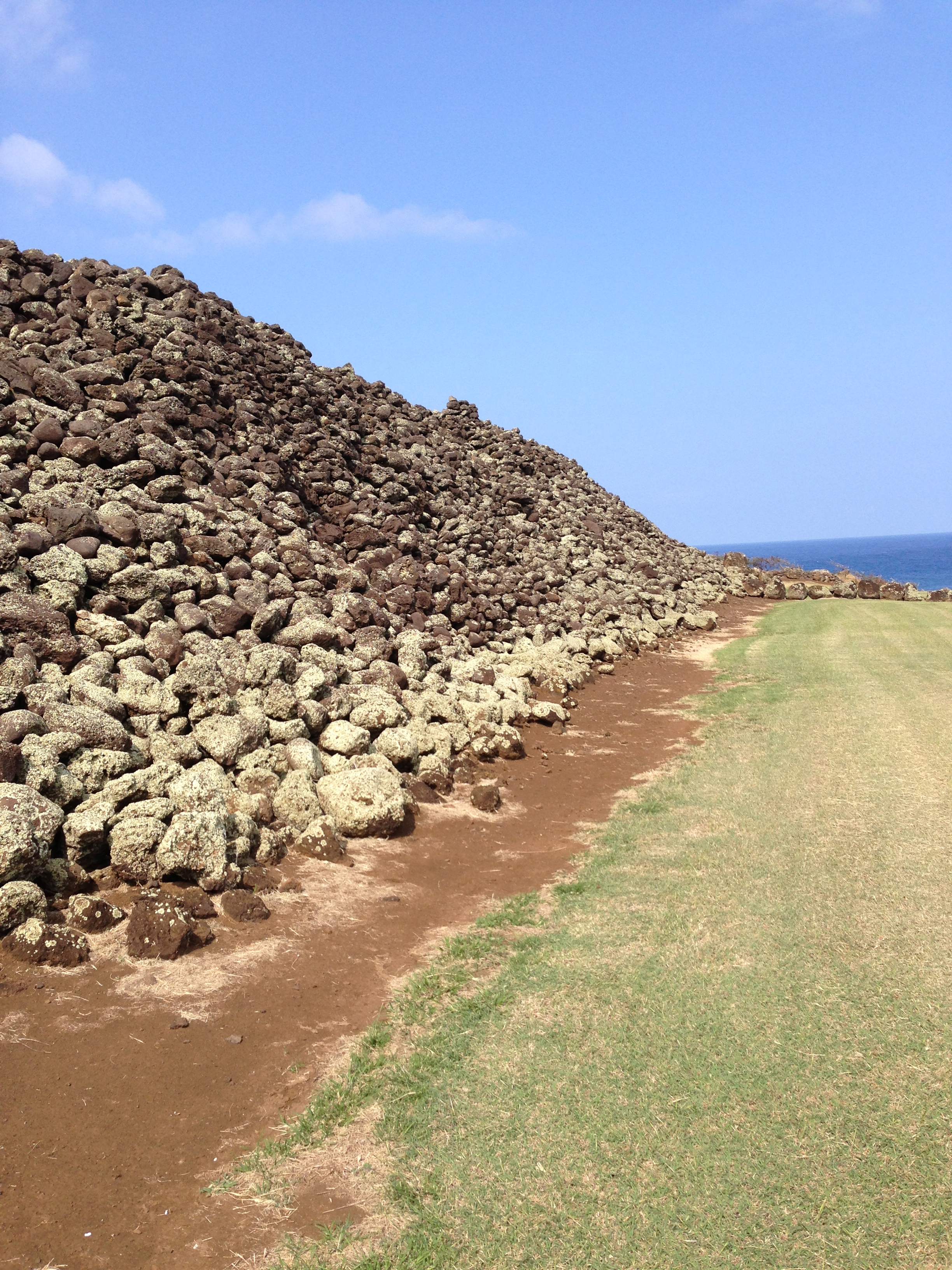
モオキニ・ヘイアウの石積みの壁

モオキニ・ヘイアウ（英語: Mo‛okini Heiau）はアメリカ合衆国ハワイ州ハワイ島コハラにあるハワイ人のヘイアウ（聖なる場所）である。コハラ歴史サイト州立記念碑（Kohala Historical Sites State Monument）となっていて、アメリカ合衆国国定歴史建造物として登録されている。

## 概要
モオキニ・ヘイアウはもともと480年にクアモオ・モオキニ（Kuamoo Mookini）により、ハワイで初めてのヘイアウ（聖所）として建てられたといわれる。 モオキニ家のカフナが代々口承で伝える系譜によれば  、建てたのはハワイへ最初に移住したと一般にいわれるサモア人ではなく、中近東のペルシャ湾から来た人々という。 ハワイ語で、「モオ」は「家系」、「キニ」は「沢山の」の意味で、「モオキニ」で「長く続く家系」の意味である。 
その後タヒチ島から移住が始まったと言われ、1100～1300年ごろパアオ（Paʻao）がハワイ人に独自の宗教をもたらした時の聖所となり、軍神クーを祭るように再建されて、さまざまな石積みの遺跡がある。石は東へ18km離れたポロルー渓谷からカパアウ、ハヴィを経て運んでいる。
1962年にアメリカ合衆国国定歴史建造物に指定され、1966年にアメリカ合衆国国家歴史登録財に登録されている。
以前はアリイのみが入場を許されたが、1978年にカフナの英断で、すべてのハワイ人に開放されるようになった。

## カメハメハ大王の誕生地
モオキニ・ヘイアウから少し離れたところに、カメハメハ大王の誕生地を示す石があり、二重の正方形の石垣に囲まれている。彼の母親はマウイ島で妊娠してここへ帰り、ハレー彗星の下の1758年に彼を生みんだ。モオキニ・ヘイアウで祝福を受け、彼を殺そうとする人々からこの辺りの人たちに守られて成長したといわれている。

## マフコナ・ヘイアウとククイパフ・ヘイアウ
モオキニ・ヘイアウの近くにもう２つの小規模なヘイアウがある。  マフコナ・ヘイアウ（Mahukona Heiau）はモアキニから9km離れたマフコナの丘でノースコハラの海岸を見下ろすところにあり、神ロノを祭っていて、夜の星と雲と風と海流で航海する人々を訓練した。ククイパフ・ヘイアウ（Kukuipahu Heiau）はコハラ山地の中にあり、神カーネを祭ったヘイアウである。
マフコナとククイパフも、モオキニと共にノースコハラ指定歴史建造物地区になっていて、クー、ロノ、カーネの三神を祭る三角形をなす聖所になっている。

## 交通
モオキニ・ヘイアウはハヴィの町に比較的近い。ハワイ州道270号線からウポル空港（Upolu Airport）へのUpolu Airport Roadへ入り、空港入り口から左へ未舗装道路を2km強行った所にある。正式の入り口は西側のOld Coast Guard Roadにあるが、普段は鍵がかかっている。
ハワイ島の北西隅でマウイ島へもっとも近い所にあり、晴れた日には海を見下ろした向こうにマウイ島が見え、冬季にはクジラが回遊・潮吹きをするのが見える、すばらしい景色になる。

## 写真集

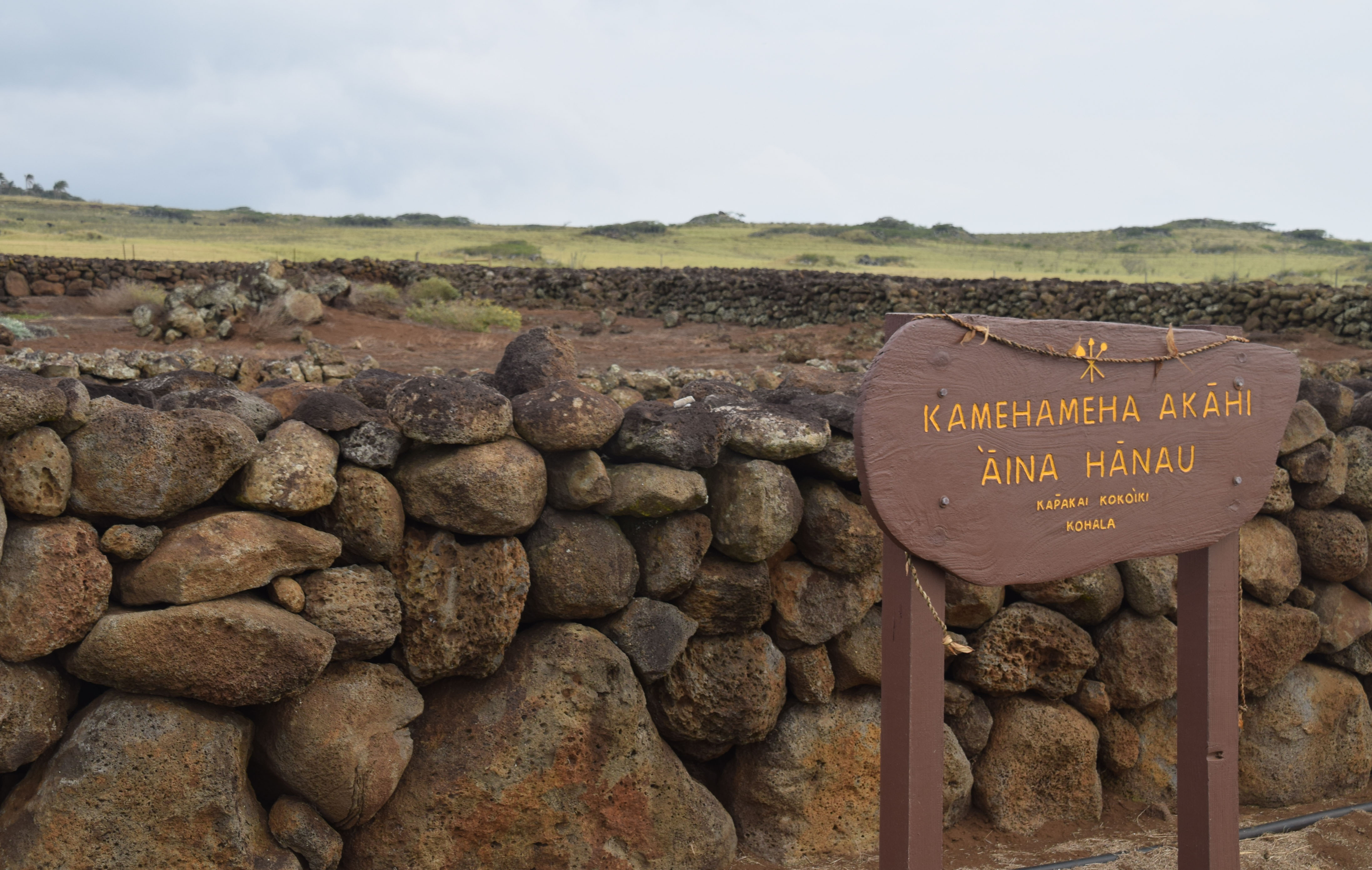
カメハメハ大王の出生地（案内板）
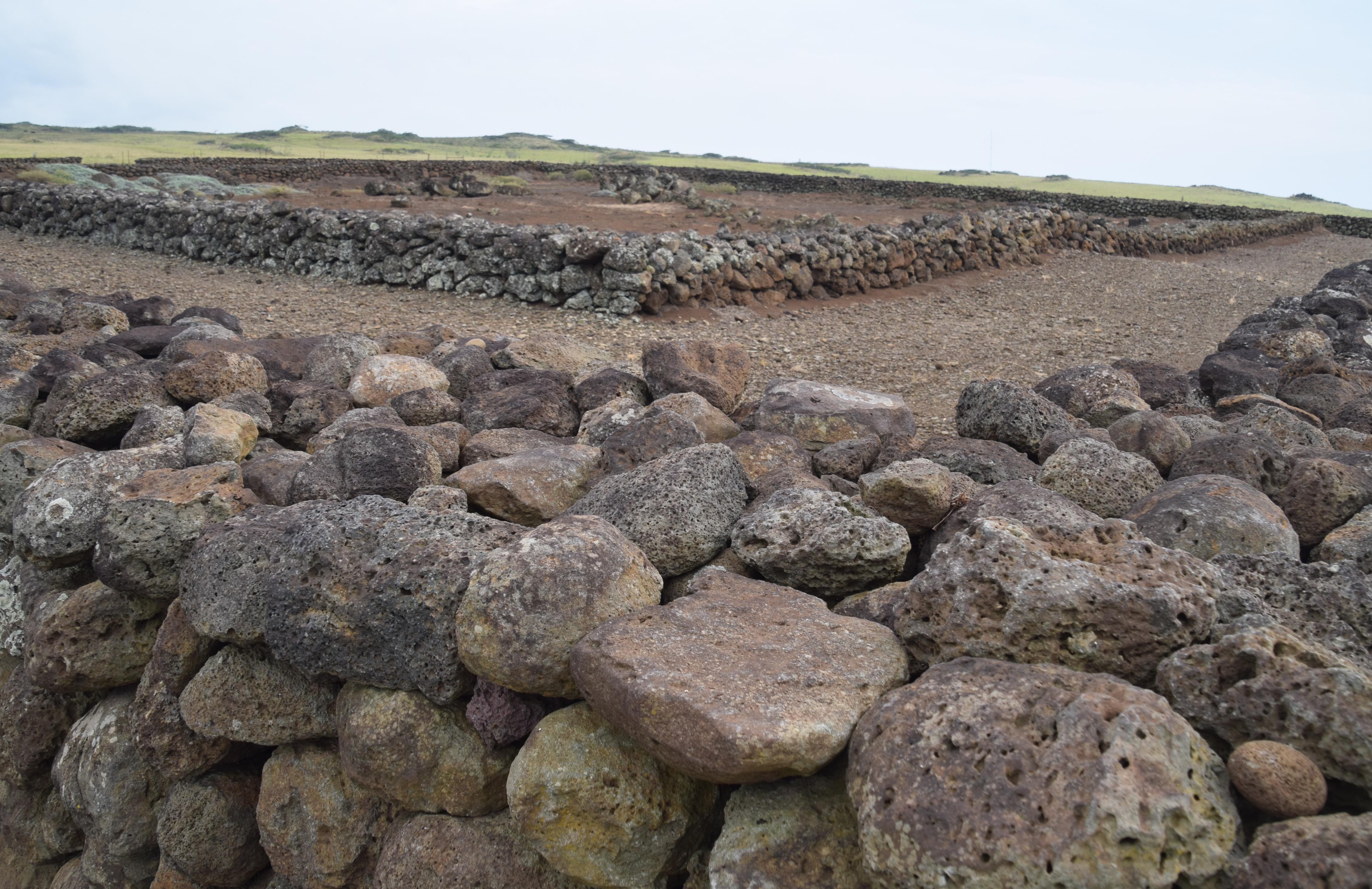
カメハメハ大王の出生地（内側の石垣の中の石）

## 参照項目
- プウコホラ・ヘイアウ
- カロコホノコハウ国立歴史公園
- クアモオ・モオキニ